# العلاقات الإماراتية المدغشقرية
العلاقات الإماراتية المدغشقرية هي العلاقات الثنائية التي تجمع بين الإمارات العربية المتحدة ومدغشقر.

## مقارنة بين البلدين
هذه مقارنة عامة ومرجعية للدولتين:
| وجه المقارنة                                              | الإمارات العربية المتحدة | مدغشقر                      |
| --------------------------------------------------------- | ------------------------ | --------------------------- |
| المساحة (كم2)                                             | 83.60 ألف                | 587.04 ألف                  |
| عدد السكان (نسمة)                                         | 9.40 مليون               | 25.57 مليون                 |
| الكثافة السكانية (ن./كم²)                                 | 112.44                   | 43.56                       |
| العاصمة                                                   | أبو ظبي                  | أنتاناناريفو                |
| اللغة الرسمية                                             | اللغة العربية            | اللغة الملغاشية، لغة فرنسية |
| العملة                                                    | درهم إماراتي             | أرياري مدغشقري              |
| الناتج المحلي الإجمالي (بليون دولار)                      | 382.58 مليار             | 11.50 مليار                 |
| الناتج المحلي الإجمالي (تعادل القوة الشرائية) بليون دولار | 640.72 مليار             | 35.51 مليار                 |
| الناتج المحلي الإجمالي الاسمي للفرد دولار أمريكي          | 40.44 ألف                | 401                         |
| الناتج المحلي الإجمالي للفرد دولار أمريكي                 | 67.67 ألف                | 1.44 ألف                    |
| مؤشر التنمية البشرية                                      | 0.835                    | 0.510                       |
| رمز المكالمات الدولي                                      | +971                     | +261                        |
| رمز الإنترنت                                              | .ae، .امارات             | .mg                         |
| المنطقة الزمنية                                           | ت ع م+04:00              | ت ع م+03:00                 |

## منظمات دولية مشتركة
يشترك البلدان في عضوية مجموعة من المنظمات الدولية، منها:
| علم المنظمة | اسم المنظمة                               | تاريخ انضمام الإمارات العربية المتحدة | تاريخ انضمام مدغشقر |
| ----------- | ----------------------------------------- | ------------------------------------- | ------------------- |
|             | مؤسسة التنمية الدولية                     | 23 ديسمبر 1981                        | 25 سبتمبر 1963      |
|             | يونسكو                                    | 20 أبريل 1972                         | 10 نوفمبر 1960      |
|             | وكالة ضمان الاستثمار متعدد الأطراف        | 20 أكتوبر 1993                        | 8 يونيو 1988        |
|             | الأمم المتحدة                             | 9 ديسمبر 1971                         | 20 سبتمبر 1960      |
|             | الفريق المعني برصد الأرض                  | ?                                     | ?                   |
|             | الاتحاد البريدي العالمي                   | ?                                     | ?                   |
|             | البنك الدولي للإنشاء والتعمير             | 22 سبتمبر 1972                        | 25 سبتمبر 1963      |
|             | الاتحاد الدولي للاتصالات                  | 27 يونيو 1972                         | 11 مايو 1961        |
|             | منظمة حظر الأسلحة الكيميائية              | ?                                     | ?                   |
|             | مؤسسة التمويل الدولية                     | 30 سبتمبر 1977                        | 27 سبتمبر 1963      |
|             | المركز الدولي لتسوية المنازعات الاستشارية | 22 يناير 1982                         | 14 أكتوبر 1966      |
|             | منظمة التجارة العالمية                    | ?                                     | ?                   |
|             | منظمة الشرطة الجنائية الدولية             | ?                                     | ?                   |
|             | البنك الإفريقي للتنمية                    | ?                                     | ?                   |

## وصلات خارجية
- موقع وزارة الخارجية الإماراتية